# 杉浦重剛
杉浦 重剛（すぎうら じゅうごう、1855年4月19日（安政2年3月3日）- 1924年（大正13年）2月13日）は、明治・大正時代の国粋主義的教育者・思想家・政治家。幼名は謙次郎。父は膳所藩の儒者杉浦重文。近江国膳所藩（現・滋賀県大津市）出身。
若き日の昭和天皇、秩父宮雍仁親王、高松宮宣仁親王の3兄弟に帝王学の一環として倫理を進講する。号は梅窓または天台道士。学生時の渾名は紙魚（しみ）。後に『人格高邁の国士』と評される。理学宗の世界観を確立。

## 経歴
近江国膳所藩の儒者・杉浦重文（蕉亭）と妻・八重の間に次男として生まれる。3歳のとき、護送される頼三樹三郎を目撃する。数え年6歳で藩校・遵義堂に入学を許され、高橋正功（坦堂、作也）、黒田麹廬、岩垣月洲に漢学・洋学を学ぶ。「予の精神は之を坦堂先生に受け、学問は之を麹盧先生に受け、識見は之を月洲先生に受けた」と後に懐述するように、この三人より受けた教育的感化は彼の一生を支える程強かった。15歳で句読方に任ぜられる。
15歳のおり藩より貢進生に選ばれ東京に下り、大学南校に学ぶ。在学中は猛勉強の結果、明治6年（1873年）10月、明治天皇への御前講演に選ばれ理化学の実験を行う。首席の鳩山和夫、小村寿太郎、高平小五郎らが同期生だった。のちに小村の外務省入りのきっかけとして、小村を外務卿・井上馨に紹介したのは杉浦であった。
明治9年（1876年）、第2回文部省派遣留学生に選抜されて櫻井錠二らと共に渡欧。化学を専攻。当初は農業を修めるつもりでサイレンセスターの王立農学校に入るが、英国の農業は牧畜が中心で、穀物は麦で、勉強をしても帰国後役には立たないと気付き放棄した。化学に転向し、マンチェスター・オーエンスカレッジに移り、ロスコー、ショーレマン両教授の指導下で研究に従事。更にロンドンのサウスケンジントン化学校、ロンドン大学等で学ぶうちに神経衰弱にかかり、明治13年（1880年）5月に帰国。
27歳で文部省と東京大学に勤める。その間、東大予備門（のちの一高）校長にあり、また大学予備門など旧制高校進学のために英語でもって教授する予備校であった東京英語学校（のちすぐに日本中学に改称）創立の中心の一人となる。
のちに、読売・朝日新聞の社説を担当となり、三宅雪嶺、志賀重昂らと政教社発行の「日本人」（のちに「日本及日本人」）や新聞「日本」の刊行に力を尽くす。それらによって国粋主義を主張し、当時の社会に影響を波及させる。明治22年（1889年）3月に文部省を非職。同年には日本倶楽部をつくり、大隈重信の不平等条約改正案に反対する。小石川区議員を経て、翌年明治23年（1890年）第1回衆議院議員総選挙に大成会から出馬し当選。しかし翌年に辞職した。
その後は子弟の養成と共に東京文学院を設立し、以後も國學院学監や東亜同文書院院長、東宮御学問所御用掛などを歴任。官学崇拝も強く、当時の官公立中等教育のメッカである府立一中にも足を運び、「本校は帝都の第一中学であるのみならず、帝国の第一中学である」など講演にても折に触れ、国家の権威を高めることに尽力していた。
迪宮裕仁親王（摂政宮、のちの昭和天皇）の御進講役も務め、さらに宮中某重大事件にては久邇宮家と結んで、山縣有朋に対抗した。大正13年（1924年）、腎臓炎のため死去。墓所は東京文京区伝通院。

## 門下
文士三羽烏
- 巖谷小波 - 作家、児童文学者。
- 江見水蔭 - 小説家、編集者。
- 大町桂月 - 詩人、歌人、随筆家、評論家。

その他
- 古島一雄 - ジャーナリスト、政治家。
- 岩波茂雄 - 出版人、岩波書店創業者。
- 横山大観 - 日本画家、美術家。
- 佐佐木信綱 - 歌人、国文学者。
- 鏑木清方　－ 日本画家。
- 高山樗牛- 文芸評論家。
- 長谷川如是閑- ジャーナリスト。
- 朝永三十郎- 哲学者。物理学者でノーベル賞受賞者の朝永振一郎の父。
- 荻野久作- 産婦人科医、医学博士。オギノ式
- 丸山千里- 丸山ワクチン発明者。
- 小西得郎- 昭和初期のプロ野球監督、野球解説者。
- 入江啓四郎- 国際法学者。
- 吉村公三郎- 映画監督。
- 小川琢治 - 地質学者、地理学者、湯川秀樹ら「小川兄弟」の父。
- 吉田茂 - 外交官、内閣総理大臣。
- 河野一郎- 政治家 政治家、自由民主党の実力者。河野洋平の父。
- 河野謙三- 政治家、参議院議長。
- 飯山正秀- ドイツ語翻訳家、独逸学協会機関誌『学林』編集人。
- 森祐晴- 眼科医。黒田麹廬の従甥にあたる。私立森眼科病院に泊雲塾を開設した。

## 栄典
- 1882年（明治15年）3月7日 - 正七位[7]
- 1885年（明治18年）11月9日 - 従六位[8]
- 1915年（大正4年）11月10日 - 勲四等瑞宝章[9]
- 1916年（大正5年）5月30日 - 正五位[10]
- 1919年（大正8年）5月7日 - 勲三等旭日中綬章[11]
- 1921年（大正10年）3月1日 - 従四位[12]
- 1924年（大正13年）2月13日 - 勲二等旭日重光章[13]

## 著作
- 『天台道士教育論纂』 渡辺元吉、草川清編纂、敬業社、1890年5月
- 『天台道士著作集』 日本中学校校友会編、博文館、1915年4月
- 『天台道士語録』 猪狩史山、中野亨共著、政教社、1925年3月
- 『天台道士詩歌集』 世界文庫刊行会〈世界文庫〉、1925年2月（上・下）
- 『杉浦重剛座談録』 猪狩史山、中野刀水共編、岩波書店〈岩波文庫〉、1941年8月（復刊1986年）、ISBN 4003312317
- 『杉浦重剛先生全集』 大日本教育会滋賀県支部編、研究社、1945年3月 - 第一のみ
- 「杉浦重剛篇」（松本三之介編 『明治文学全集 37 政教社文学集』 筑摩書房、1980年5月、ISBN 4480103376）
- 『杉浦重剛先生遺墨集』 杉浦重剛先生顕彰会、1981年10月
- 『杉浦重剛全集』 明治教育史研究会編、杉浦重剛全集刊行会、1982年1月-1983年2月（6冊）
  - 「『杉浦重剛全集』補遺」（『日本学園高等学校 研究紀要』第3集、1986年5月 ／ 第4集、1988年4月）

著書
- 『鬼哭子』 沢屋蘇吉、1884年5月
  - 『鬼笑子』 沢屋活版部、1884年7月
  - 『鬼怒子』 井上蘇吉、1885年1月
  - 『鬼哭子 鬼笑子 鬼怒子』 井上蘇吉、1886年4月
  - 『鬼哭子 他』 朝日新聞社〈朝日文庫〉、1950年
- 『国史初歩』 井上蘇吉ほか、1885年8月
- 『樊噲夢物語 : 一名新平民回天談』 福本誠筆記、井上蘇吉、1886年10月
  - 吉野作造編輯代表 『明治文化全集 第二十一巻 社会篇』 日本評論社、1929年2月
  - 明治文化研究会編 『明治文化全集 第六巻 社会篇』 日本評論新社、1955年10月
  - 明治文化研究会編 『明治文化全集 第二十二巻 社会篇（上）』 日本評論社、1993年1月、ISBN 4535042624
- 『日本教育原論』 原亮三郎、1887年2月
  - 『教育勅語渙発関係資料集 第二巻』 国民精神文化研究所、1939年3月
  - 貝塚茂樹監修 『文献資料集成 日本道徳教育論争史 第1期第1巻』 日本図書センター、2012年6月、ISBN 9784284306089
- 『哲学こなし』 哲学書院、1887年5月
- 『日本通鑑』 辰巳小二郎ほか合著、哲学書院、1887年8月-1890年7月（7冊）
- 『外交私見』 浅岡雄之助筆記、遠山英一、1889年8月
- 『倫理書』 敬業社、1891年12月
  - 『倫理書』 猪狩史山註解、政教社、1927年2月
- 『教旨弁惑 : 一名所謂衝突に就て』 宮崎繁吉筆記、敬業社、1893年8月
- 『諸葛亮』 猪狩又蔵共著、博文館〈偉人伝叢書〉、1913年10月
- 『知己八賢』 猪狩又蔵編、博育堂、1914年4月
- 『吉田寅次郎』 世木鹿吉共著、博文館〈偉人伝叢書〉、1915年6月
- 『日本の精神』 広文堂書店、1916年6月
- 『亡友追遠録』 猪狩又蔵編、明治図書、1921年5月
- 『倫理御進講草案』 猪狩又蔵編纂、杉浦重剛先生倫理御進講草案刊行会、1936年4月
  - 『倫理御進講草案』 猪狩又蔵編纂、杉浦重剛先生倫理御進講草案刊行会、1937年11月-1938年1月（4冊）
  - 『倫理御進講草案抄』 猪狩又蔵編纂、杉浦重剛先生倫理御進講草案刊行会、1938年4月
  - 『選集 倫理御進講草案』 第一書房、1938年10月
  - 『倫理御進講草案』 心交会〈やまと文庫〉上中下、1984年7月-9月
  - 『昭和天皇の学ばれた「倫理」　倫理御進講草案抄』勉誠出版、2016年11月。所功解説
- 日本大学精神文化研究所編輯 『教育勅語関係資料 第14集』 日本大学精神文化研究所、1990年2月 - 抄録
- 『教育勅語 : 昭和天皇の教科書』 勉誠出版〈勉誠文庫〉、2000年10月、ISBN 458501053X。所功解説
  - 『教育勅語 : 昭和天皇の教科書』 勉誠出版〈べんせいライブラリー〉、2002年10月、ISBN 4585103651。所功解説、新書普及版
  - 『昭和天皇の学ばれた 教育勅語』 勉誠出版、2006年3月。補訂版、同上
  - 『教育勅語　少年昭和天皇への進講録』 勉誠出版、2024年7月、ISBN 4585320512。単行判、同上

訳書
- 『教育原論沿革史』 ブラウィング著、金港堂、1887年6月
  - 『教育史善本叢書 西洋教育史 4』 雄松堂出版、1988年1月
- 『教育全史』 ペインター著、普及舎、1887年3月-1888年3月（6冊）
  - 『教育全史』 ペインター著、普及舎、1892年11月（2冊）
  - 『教育史善本叢書 西洋教育史 3』 雄松堂出版、1988年1月
- 『羅斯珂氏化学』 宮崎道正合訳、三浦源助ほか、1888年4月-1889年1月（2冊）

編書
- 『維新前東京市私立小学校教育法及維持法取調書』 大日本教育会事務所、1892年9月
  - 大日本教育会編 『維新前東京市私立小学校教育法及維持法取調書』 国書刊行会〈明治教育古典叢書〉、1981年4月
- 『旧膳所藩学制』 杉浦重文編纂、杉浦重剛、1901年11月
- 『巌垣月洲』 政教社、1918年11月
- 『明治天皇 聖徳余韻』 大町桂月謹補、世界文庫刊行会、1925年2月

## 関連文献
- 大町桂月、猪狩史山共著 『杉浦重剛先生』 政教社、1924年6月
  - 大町桂月、猪狩史山共著 『杉浦重剛先生』 杉浦重剛先生顕彰会、1986年5月、ISBN 4784204334
- 橘文七著 『国士杉浦重剛』 昭和教育社、1929年2月
  - 橘文七著 『帝王之師杉浦重剛先生』 三幸堂書店、1935年
- 西村久吉著 『杉浦重剛先生の日本精神とその教育』 江州公論社、1936年10月
- 『日本中学校五十年史』 日本中学校、1837年12月
- 海後宗臣著 『日本教育家文庫 第44巻 西村茂樹 杉浦重剛』 北海出版社、1937年1月
  - 海後宗臣著 『日本教育家文庫 第3巻 西村茂樹 杉浦重剛』 啓文社、1938年10月
  - 海後宗臣著 『海後宗臣著作集 第3巻 教育思想研究』 東京書籍、1981年5月
- 中野亨著 『杉浦重剛先生と詩吟』 大日社、1938年
- 仏性誠太郎著 『杉浦重剛先生』 滋賀県教育会、1938年6月
  - 仏性誠太郎著 『杉浦重剛先生』 立命館出版部、1942年
- 猪狩史山著 『杉浦重剛』 新潮社〈新伝記叢書〉、1941年8月
- 藤本尚則著 『国師杉浦重剛先生』 敬愛会、1954年10月
  - 藤本尚則著 『国師杉浦重剛先生』 石川哲三、1988年7月
- 今堀文一郎著 『杉浦重剛 : 帝王学の権威』 愛隆堂、1959年4月
- 石川哲三編著 『国宝杉浦重剛 : 解説座談録』 杉浦重剛先生顕彰会、1978年2月
- 石川哲三編著 『杉浦重剛の生涯』 杉浦重剛先生顕彰会、1984年2月
  - 石川哲三編著 『新修杉浦重剛の生涯』 大津梅窓会、1987年8月
- 『回想杉浦重剛 : その生涯と業績』 同編集委員会編。杉浦重剛先生顕彰会、思文閣出版（発売）、1984年2月
- 大竹秀一著 『天皇の学校 : 昭和の帝王学と高輪御学問所』 文藝春秋、1986年4月、ISBN 4163404406
  - 大竹秀一著 『天皇の学校 : 昭和の帝王学と高輪御学問所』 筑摩書房〈ちくま文庫〉、2009年1月、ISBN 9784480425355
- 渡辺一雄著 『明治の教育者 杉浦重剛の生涯』 毎日新聞社、2003年1月、ISBN 4620316113
- 浅見雅男著『闘う皇族』角川選書、平成１７年

### 関連人物
- 本多康穣 - 膳所藩最後の藩主。
- 黒田麹廬 - 膳所・遵義堂にて洋学を教わる。ロビンソン漂流記の和訳者。
- 小村寿太郎、高平小五郎、鳩山和夫 - 大学南校（開成学校）の同期生。
- 夏目漱石、正岡子規 - 東大予備門校長時に在学。
- 東郷平八郎
- 山川健次郎
- 浜尾新 - 杉浦を東宮御学問所御用掛に推薦した人物。
- 穂積陳重 - 「日本民法の父」。第2回文部省海外派遣留学生としてロンドン大学に学ぶ。
- 櫻井錠二 - 化学者・理論化学を重視。
- 増島六一郎 - 英吉利法律学校（中央大学）創立メンバー
- 根津一 - 東亜同文書院院長

### 関連作品
- 『昭和天皇物語』（2017年 - 、小学館『ビッグコミックオリジナル』連載）[1]